# Mimozygocera marmorata
Mimozygocera marmorata är en skalbaggsart som beskrevs av Stefan von Breuning 1963. Mimozygocera marmorata ingår i släktet Mimozygocera och familjen långhorningar. Inga underarter finns listade i Catalogue of Life.